# الوكالة الوطنية للإعلام (لبنان)
الوكالة الوطنية للإعلام اللبنانية ( NNA ) هي وكالة الأنباء الرسمية للحكومة اللبنانية ، ومقرها في مقر وزارة الإعلام في حي الحمرا ، بيروت . تأسست عام 1961، وهي مؤسسة إخبارية محلية ودولية تنشر الأخبار باللغات العربية والإنجليزية والفرنسية.  
```
وتعاقب على إدارتها 9 مديرين منهم 
رفيق شلالا
،
[
3
]
 وآخرهم السيدة لور سليمان.
```

الوكالة الوطنية للأعلام تصدر بأربع لغات : العربية، والفرنسية، والإنكليزية والأسبانية، وهي المصدر الأول للخبر في لبنان وتعتمدها كل وسائل الأعلام اللبنانية والعالمية، لها 30 مكتبا في لبنان وخارجه (مثل أستراليا، فرنسا، سوريا). الوكالة عضو في اتحاد وكالات الأنباء العربية، وفي رابطة وكالات أنباء البحر الابيض المتوسط OANA وفي اتحاد وكالات أبناء آسيا وفي الاتحاد الدولي لوكالات الانباء العربية.
حصدت الكثير من الجوائز والاوسمة والدروع من لبنان وعدد من الدول العربية.
اعتبارًا من عام 2023، تضم الوكالة الوطنية للإعلام حوالي 300 موظف يعملون في أكثر من 20 مكتبًا في جميع أنحاء لبنان  وهي عضو فعال في اتحاد وكالات الأنباء العربية (فانا). 

## أرشيف الصور المسروقة
في 27 فبراير 2023، وردت أنباء عن سرقة خادم البيانات الخاص بالوكالة الذي يحتوي على صور للأحداث منذ عام 1961، وخمسة أجهزة كمبيوتر من غرفة أرشيف الوكالة؛ وكان الأرشيف يحتوي على صور للحرب الأهلية اللبنانية التي شهدتها البلاد بين عامي 1975 و1990 . وفي وقت لاحق، قال الوزير زياد مكاري ، الذي وصف السرقة بأنها "جريمة ذات أبعاد وطنية"، إن جزءاً فقط من أرشيف الصور قد سُرق، وإن الوزارة لا تزال تحتفظ بقاعدة البيانات.  

## أنظر أيضاً
- تلفزيون لبنان – شبكة تلفزيونية مملوكة للحكومة
- وزارة الاعلام (لبنان)